# Охотники за привидениями (франшиза)
«Охотники за привидениями» (англ. Ghostbusters) — франшиза, которая состоит из американских сверхъестественных комедий, основанных на оригинальной концепции, созданной Дэном Эйкройдом и Гарольдом Рамисом в 1984 году. Сюжет вращается вокруг группы эксцентричных парапсихологов из Нью-Йорка, которые исследуют, встречают и ловят призраков, паранормальные явления, полубогов и демонов. Франшиза расширилась за счёт последующий трех сиквелов, ремейка, лицензированных фигурок, книг, комиксов, видеоигр, телесериалов, аттракционов тематических парков и других оригинальных продуктов на тему «Охотников за привидениями».

## Технологии охотников
В фильме 1984 года «Охотники за привидениями» используют специализированный набор оборудования, и все последующие художественные произведения «Охотники за привидениями» включают аналогичное оборудование, помогающее поймать и удержать призраков. В их оборудование входят протонные пакеты, используемые для контроля и аркана призраков; ловушки для привидений, используемые для поимки привидений, портативные устройства, используемые для обнаружения психокинетической энергии.
В дополнение к основной технологии, используемой в сериале, первоначальный вариант сценария «Охотников за привидениями 3» включает в себя разработку машины, позволяющей охотникам за привидениями перенестись в альтернативный Манхэттен, чтобы спасти Нью-Йорк.

## Фильмы
| Фильм                                    | Дата выхода в США       | Режиссёр(ы)             | Сценарист(ы)                | Продюсер(ы)                                         |
| Оригинальная хронология                  | Оригинальная хронология | Оригинальная хронология | Оригинальная хронология     | Оригинальная хронология                             |
| ---------------------------------------- | ----------------------- | ----------------------- | --------------------------- | --------------------------------------------------- |
| Охотники за привидениями                 | 8 июня 1984 г.          | Иван Рейтман            | Дэн Эйкройд и Гарольд Рамис | Иван Рейтман                                        |
| Охотники за привидениями 2               | 16 июня 1989 г.         | Иван Рейтман            | Дэн Эйкройд и Гарольд Рамис | Иван Рейтман                                        |
| Охотники за привидениями: Наследники     | 19 ноября 2021 г.       | Джейсон Рейтман         | Гил Кенан и Джейсон Рейтман | Иван Рейтман                                        |
| Охотники за привидениями: Леденящий ужас | 22 марта 2024 г.        | Гил Кенан               | Гил Кенан и Джейсон Рейтман | Иван Рейтман, Джейсон Рейтман и Джейсон Блюменфельд |
| Перезапуск                               |                         |                         |                             |                                                     |
| Охотники за привидениями                 | 15 июля 2016 г.         | Пол Фиг                 | Пол Фиг и Кэти Дипполд      | Эми Паскаль и Иван Рейтман                          |

### Оригинальная серия

#### Охотники за привидениями (1984)
«Охотники за привидениями» — первый фильм из этой серии, научно-фантастическая комедия 1984 года о трёх учёных из Нью-Йорка. После того, как их уволили из Колумбийского университета, они начинают свой собственный бизнес по расследованию и поимке призраков. В главных ролях Билл Мюррей, Дэн Эйкройд, Гарольд Рамис, Рик Моранис, Сигурни Уивер, Энни Поттс и Эрни Хадсон. Фильм был выпущен в США 8 июня 1984 года. Бюджет фильма составил 30 миллионов долларов США , но он собрал 240 миллионов долларов США в Соединенных Штатах и более 50 миллионов долларов США за рубежом во время его театрального показа, что делает его самым успешным фильмом в Америке того года (после переизданий), и один из самых успешных комедий 1980-х годов.

#### Охотники за привидениями 2 (1989)
Второй фильм, «Охотники за привидениями 2», был выпущен 16 июня 1989 года. Действие происходит через пять лет после первого фильма. «Охотники за привидениями» потеряли свой авторитет из-за причиненного ими имущественного ущерба, но выявили новую угрозу Нью-Йорку после того, как обнаружение реки эктоплазматической слизи, которая реагирует на множество негативных эмоций в городе. Мюррей, Эйкройд, Рамис, Хадсон, Уивер, Поттс и Моранис повторили свои роли из первого фильма, к ним, среди прочих, присоединились Питер Макникол и Вильгельм фон Хомбург . После успеха первого фильма и мультсериала «Настоящие охотники за привидениями» Columbia Pictures потребовала от продюсеров сделать продолжение. Эйкройду, Рамису и Рейтману это сначала не понравилось, поскольку оригинальный фильм считался законченным проектом, и они хотели работать над другими проектами. В конце концов они согласились и создали сценарий. Продолжение заработало 215 миллионов долларов США при бюджете в 37 миллионов долларов США, но получило прохладные отзывы по сравнению с первым фильмом.

#### Охотники за привидениями: Наследники (2021)
Третий фильм, «Охотники за привидениями: Наследники», был выпущен 19 ноября 2021 года. Действие происходит через тридцать два года после второго: «Охотники за привидениями» распались, а их наследие практически забыто. Мать-одиночка и ее дети переезжают на ферму в Оклахоме, которую они унаследовали от ее отца, Эгона Спенглера, который отправился на миссию по предотвращению апокалипсиса. Режиссером фильма выступил Джейсон Райтман, сын первоначального режиссера Ивана Райтмана, сценарий написали в соавторстве с ним и Гилом Кенаном, а продюсером выступил Иван Райтман. В актерский состав входят Маккенна Грейс, Финн Вулфард, Кэрри Кун и Пол Радд. Кроме того, Мюррей, Эйкройд, Хадсон, Поттс и Уивер появляются в ролях второго плана, повторяя своих персонажей из первых двух фильмов. Фильм получил смешанные и положительные отзывы, а также имел коммерческий успех, заработав 204 миллиона долларов при бюджете в 75 миллионов долларов.

#### Охотники за привидениями: Леденящий ужас (2024)
Четвертый фильм, «Охотники за привидениями: Леденящий ужас», вышел на экраны 22 марта 2024 года. Действие происходит через три года после третьего: семья Спенглеров решает покинуть Саммервилл, штат Оклахома, и вернуться туда, где все началось — в знаменитую пожарную часть Нью-Йорка. Но когда обнаружение древнего артефакта высвобождает злую силу, охотники за привидениями, новые и старые, должны объединить усилия, чтобы защитить свой дом и спасти мир от второго ледникового периода. Режиссером фильма выступил Гил Кенан, сценарий написан им в соавторстве с Джейсоном Рейтманом, а Рейтман выступил продюсером. Грейс, Вулфард, Кун, Радд, Ким и О'Коннор повторяют свои роли из третьей части, к ним, среди прочих, присоединились Кумэйл Нанджиани и Паттон Освальт. Мюррей, Эйкройд, Хадсон, Поттс и Атертон появляются в ролях второго плана, повторяя своих персонажей из предыдущих фильмов.

### Перезагрузка

#### Охотники за привидениями (2016)
Фильм 2016 года «Охотники за привидениями» представляет собой перезапуск франшизы, действие которого происходит в альтернативной вселенной с новым составом персонажей, но имеет то же повествование, что и оригинальный фильм. Группа эксцентричных исследователей совершает открытия в паранормальных явлениях с целью обнаружить и поймать призраков, а также защитить Нью-Йорк от этих духов. В фильме в основном задействован новый актерский состав: Кристен Уиг, Мелисса Маккарти, Лесли Джонс и Кейт Маккиннон в главных ролях играют женскую команду охотников за привидениями, а также Крис Хемсворт в роли их секретаря-мужчины. Кроме того, у Эйкройда, Мюррея, Уивер, Хадсона и Поттса были небольшие эпизодические роли. Фильм был выпущен 15 июля 2016 года под простым названием «Охотники за привидениями». Он получил неоднозначные отзывы и собрал 229 миллионов долларов США при бюджете в 144 миллиона долларов США, с учетом маркетинга, что составляет убыток в 70 миллионов долларов США.

## Телевидение
| Сериал                                 | Сезон | Эпизоды | Премьера         | Финал           | Сеть             |
| -------------------------------------- | ----- | ------- | ---------------- | --------------- | ---------------- |
| Настоящие охотники за привидениями     | 7     | 140     | 13 сентября 1986 | 5 октября 1991  | ABC & синдикация |
| Экстремальные охотники за привидениями | 1     | 40      | 1 сентября 1997  | 4 сентября 1997 | Синдикация       |

## Будущее

#### Безымянный анимационный фильм
В октябре 2015 года Иван Рейтман объявил, что продюсирует анимационный фильм для Sony Pictures Animation, а Флетчер Мулз присоединился к проекту в качестве аниматора и режиссера. Фильм расскажет историю с точки зрения призраков. Производство фильма начнется после завершения и выхода фильма «Охотники за привидениями: Наследники». Проект был подтвержден в июне 2022 года: Дженнифер Клуска и Крис Приноски выступили режиссерами.

#### Потенциальный спин-офф фильма
В декабре 2014 года хакеры Sony Pictures сообщили, что в разработке находится спин-офф комедийного боевика, посвященный другой команде «Охотников за привидениями». Ченнинг Татум , Рид Кэролин и братья Руссо представили фильм студии, и было подтверждено, что он дополняет и находится в разработке одновременно с «Охотниками за привидениями» (2016) Пола Фейга и должен был стать первой частью серии фильмов, вдохновленных трилогией Кристофера Нолана «Темный рыцарь». Татума пригласили сыграть главную роль в фильме, а Криса Пратта рассматривали как его потенциального партнера. К марту 2015 года было официально подтверждено, что фильм находится в активной разработке. Написанный Дрю Пирсом, фильм рассматривался как расширение мультивселенной «Охотников за привидениями». Иван Рейтман описал его разработку как соответствующую планам и продюсерской библии, которую они создали тридцать лет назад во время работы над оригинальным фильмом. Однако к июню Татум подтвердил, что проект был отложен в пользу других проектов.
В феврале 2022 года Фил Лорд и Кристофер Миллер объявили, что они участвовали в проекте на стадии его разработки, также заявив, что в студии все еще есть вероятность того, что фильму будет дан зеленый свет в будущем.

## Хронология
| Оригинальная серия |
| --- |
| - Охотники за привидениями (1984) - Охотники за привидениями 2 (1989) - Охотники за привидениями: Наследники (2021) - Охотники за привидениями: Леденящий ужас (2024) |
| Телевидение |
| - Настоящие охотники за привидениями (1986–1991) - Экстремальные охотники за привидениями (1997)                                                                      |
| Перезапуск |
| - Охотники за привидениями (2016) |

## Восприятие

### Кассовые сборы
| Фильм                                    | Кассовые сборы           | Кассовые сборы           | Кассовые сборы           | Рейтинг кассовых сборов | Рейтинг кассовых сборов | Бюджет                 | Ссылка. |
| Фильм                                    | Северная Америка         | Другие территории        | Мировой                  | США и Канада            | Мировой                 | Бюджет                 | Ссылка. |
| ---------------------------------------- | ------------------------ | ------------------------ | ------------------------ | ----------------------- | ----------------------- | ---------------------- | ------- |
| Охотники за привидениями                 | 243 578 797 долларов США | 53 000 000 долларов США  | 296 578 797 долларов США | #152                    | #570                    | 30 миллионов долларов  | [ 21 ]  |
| Охотники за привидениями 2               | 112 494 738 долларов США | 102 900 000 долларов США | 215 394 738 долларов США | #670                    | #830                    | 37 миллионов долларов  | [ 22 ]  |
| Охотники за привидениями                 | 128 350 574 долларов США | 100 796 935 долларов США | 229 147 509 долларов США | #535                    | #771                    | 144 миллиона долларов  | [ 23 ]  |
| Охотники за привидениями: Наследники     | 129 360 575 долларов США | 74 973 880 долларов США  | 204 334 455 долларов США | #530                    | #902                    | 75 миллионов долларов  | [ 25 ]  |
| Охотники за привидениями: Леденящий ужас | 73 278 877 долларов США  | 35 100 000 долларов США  | 108 378 877 долларов США |                         |                         | 100 миллионов долларов | [ 27 ]  |
| Итоги                                    | $687 063 561             | $359 796 935             | $1 046 860 496           |                         |                         | 386 миллионов долларов |         |

### Критический и общественный отклик
| Фильм                                    | Критический       | Критический     | Общественный |
| Фильм                                    | Rotten Tomatoes   | Metacritic      | CinemaScore  |
| ---------------------------------------- | ----------------- | --------------- | ------------ |
| Охотники за привидениями                 | 95% (79 отзывов)  | 71 (8 отзывов)  | —            |
| Охотники за привидениями 2               | 55% (40 отзывов)  | 56 (14 отзывов) | А-           |
| Охотники за привидениями                 | 74% (394 отзыва)  | 60 (52 отзыва)  | B+           |
| Охотники за привидениями: Наследники     | 64% (308 отзывов) | 45 (47 отзывов) | А-           |
| Охотники за привидениями: Леденящий ужас | 44% (254 отзыва)  | 46 (49 отзыва)  | B+           |

### Культурное влияние
Согласно комментарию режиссера к DVD «Охотники за привидениями», культурное влияние фильма почувствовалось почти сразу. Здание, которое было жилым домом Даны Барретт в «Охотниках за привидениями», с момента выхода фильма было известно как Здание «Охотников за привидениями» и наряду с пожарной частью стало настоящей туристической достопримечательностью Нью-Йорка. В мае 2010 года группа Improv Everywhere по приглашению Нью-Йоркской публичной библиотеки организовала «миссию» на тему «Охотников за привидениями» в том же читальном зале, который использовался в фильме.
Фильм «Перемотка» включает в себя эпизод, в котором Джек Блэк, Мос Деф и другие воссоздают первый фильм, используя реквизит и костюмы, сделанные ими самими, появление в качестве гостя Сигурни Уивер и версию темы в исполнении Джека Блэка.
9 июня 2013 года на YouTube был загружен трейлер документального фильма под названием «Цнетральный призрак», в котором представлены отрывки из «Охотников за привидениями» и обсуждения предполагаемого смысла фильма, имитирующие стиль документального фильма «Комната 237».
В 2016 году независимые кинематографисты выпустили видео под названием «Призрачные головы», в котором демонстрируются и описываются различные «Призрачные головы», а также различные отдельные франшизы на всей территории США и Канады.
В 2018 году карабинеры Павии назвали план по аресту вора произведений искусства, который использовал призрачную простыню, чтобы его можно было не узнать, «Operazione Ghostbusters» («Операция Охотники за привидениями»).
В 2021 году «Охотники за привидениями в Буффало» попросили фанатов со всего мира собрать деньги на новую полноразмерную копию знака «Охотники за привидениями», которую позже передали в дар Hook & Ladder 8 в Нью-Йорке, широко известной как «Пожарная часть охотников за привидениями». Теперь вывеска висит на видном месте круглый год, над главным входом, и ее часто посещают фанаты. Это привело к ежегодному сбору средств: празднование в пожарной части планировалось каждый год в начале июня, чтобы совпасть с «Днем охотников за привидениями».

## Саундтреки
| Название саундтрека                                                    | Дата выпуска       | Композитор      | Лейбл                    |
| ---------------------------------------------------------------------- | ------------------ | --------------- | ------------------------ |
| Охотники за привидениями: Альбом оригинальных саундтреков              | 8 июня 1984 г.     | —               | Arista                   |
| Охотники за привидениями 2                                             | 12 июня 1989 г.    | —               | MCA                      |
| Охотники за привидениями: Музыка к оригинальному фильму                | 16 марта 2006 г.   | Элмер Бернштейн | Intrada & Sony Classical |
| Охотники за привидениями: Оценка оригинального фильма (2016)           | 8 июля 2016 г.     | Теодор Шапиро   | Sony Classical           |
| Охотники за привидениями: Оригинальный саундтрек к фильму (2016)       | 15 июля 2016 г.    | —               | RCA                      |
| Охотники за привидениями 2: Музыка к оригинальному фильму              | 13 августа 2021 г. | Рэнди Эдельман  | Sony Classical           |
| Охотники за привидениями: Наследники (Оригинальный саундтрек к фильму) | 19 ноября 2021 г.  | Роб Симонсен    | Sony Classical           |

## Игры
| Год  | Название                                | Платформы                                                                  | Разработчик         | Издатель                                                      |
| ---- | --------------------------------------- | -------------------------------------------------------------------------- | ------------------- | ------------------------------------------------------------- |
| 1984 | Ghostbusters                            | Commodore 64, Apple II, Atari 8-bit family, MSX                            | Activision          | Activision                                                    |
| 1985 | Ghostbusters                            | Atari 2600, IBM PCjr/Tandy 1000                                            | Activision          | Activision                                                    |
| 1985 | Ghostbusters                            | Amstrad CPC                                                                | James Software Ltd. | Activision                                                    |
| 1986 | Ghostbusters                            | ZX Spectrum                                                                | James Software Ltd. | Activision                                                    |
| 1986 | Ghostbusters                            | NES/Famicom                                                                | Bits Laboratory     | Activision, Tokuma Shoten (Japan only)                        |
| 1987 | Ghostbusters                            | Master System                                                              | Compile             | Sega                                                          |
| 1987 | The Real Ghostbusters                   | Arcade                                                                     | Data East           | Data East                                                     |
| 1988 | The Real Ghostbusters                   | Amiga, Atari ST                                                            | Data East           | Activision                                                    |
| 1988 | The Real Ghostbusters                   | Amstrad CPC                                                                | Software Studios    | Activision                                                    |
| 1989 | The Real Ghostbusters                   | Commodore 64, ZX Spectrum                                                  | Mr. Micro Ltd.      | Activision                                                    |
| 1989 | Ghostbusters II                         | MS-DOS                                                                     | Dynamix             | Activision                                                    |
| 1989 | Ghostbusters II                         | Commodore 64, Amiga, Atari ST, Amstrad CPC, ZX Spectrum, MSX               | Foursfield          | Activision                                                    |
| 1990 | Ghostbusters II                         | NES                                                                        | Imagineering        | Activision                                                    |
| 1990 | Ghostbusters                            | Sega Mega Drive/Genesis                                                    | Sega, Compile       | Sega                                                          |
| 1990 | New Ghostbusters II                     | Game Boy, NES/Famicom                                                      | Hal Laboratory      | Hal Laboratory, Activision (GB version, NA & EU only)         |
| 1992 | Ghostbusters II                         | Atari 2600                                                                 | Avantgarde Software | Activision, Salu Ltd.                                         |
| 1993 | The Real Ghostbusters                   | Game Boy                                                                   | Kemco               | Activision                                                    |
| 2009 | Ghostbusters: The Video Game            | Xbox 360, PlayStation 3, Microsoft Windows                                 | Terminal Reality    | Atari, Sony Computer Entertainment (PS3 version, Europe only) |
| 2009 | Ghostbusters: The Video Game            | Wii, PlayStation 2, PlayStation Portable                                   | Red Fly Studios     | Atari, Sony Computer Entertainment (PS2 version, Europe only) |
| 2009 | Ghostbusters: The Video Game            | Nintendo DS                                                                | Zen Studios         | Atari                                                         |
| 2011 | Ghostbusters: Sanctum of Slime          | Xbox 360, PlayStation 3, Steam                                             | Behaviour Santiago  | Atari                                                         |
| 2012 | Ghostbusters: Paranormal Blast          | iOS, Android                                                               | XMG Studio          | XMG Studio                                                    |
| 2013 | Beeline's Ghostbusters                  | iOS                                                                        | Beeline Interactive | Capcom                                                        |
| 2014 | Ghostbusters Pinball                    | iOS, Android                                                               | FarSight Studios    | FarSight Studios                                              |
| 2016 | Ghostbusters                            | PlayStation 4, Xbox One, Steam                                             | FireForge Games     | Activision                                                    |
| 2016 | Ghostbusters: Slime City                | iOS, Android                                                               | EightPixelsSquare   | Activision                                                    |
| 2018 | Ghostbusters World                      | iOS, Android                                                               | NextAge             | Columbia Pictures, Ghost Corps, FourThirtyThree Inc.          |
| 2019 | Ghostbusters: The Video Game Remastered | PlayStation 4, Xbox One, Nintendo Switch, Epic Games Store, Steam          | Saber Interactive   | Mad Dog Games                                                 |
| 2022 | Ghostbusters: Spirits Unleashed         | Microsoft Windows, PlayStation 4, PlayStation 5, Xbox One, Xbox Series X/S | IllFonic            | IllFonic                                                      |
| 2023 | Ghostbusters: Rise of the Ghost Lord    | Meta Quest 2, Meta Quest 3, Meta Quest Pro, PlayStation VR2                | nDreams             | Sony Pictures Virtual Reality                                 |